# John Keegan
Sir John Keegan (Clapham, 15 maggio 1934 – Kilmington, 2 agosto 2012) è stato uno storico, insegnante e giornalista inglese.
Ha pubblicato molte opere sulla natura del combattimento tra il XIV secolo e il XXI secolo, sia per quanto riguarda la guerra terrestre, navale, aerea, e di intelligence, sia per quanto attiene alla psicologia della battaglia.
(John Keegan)

## Biografia
Nacque a Clapham, da una famiglia irlandese cattolica. Suo padre aveva partecipato alla prima guerra mondiale. A 13 anni contrasse la tubercolosi ossea, e ciò ha poi condizionato la sua deambulazione. La malattia interruppe il suo curriculum scolastico durante l'adolescenza. Riuscì, ad ogni modo, a frequentare per due anni il college di Wimbledon, entrando successivamente al Balliol College di Oxford nel 1953. Diplomatosi, ha lavorato per tre anni all'ambasciata statunitense di Londra.
Nel 1961 ebbe l'incarico per il corso di storia militare presso la Reale accademia militare di Sandhurst, istituzione che si occupa della formazione professionale degli ufficiali dell'esercito inglese. Mantenendo tale cattedra per 36 anni, divenne senior lecturer della sua materia. Nel medesimo periodo, collaborò come visiting professor con l'Università di Princeton e con un'altra istituzione americana, il Vassar College.
Lasciata l'accademia nel 1997, Keegan entrò come corrispondente in materia di difesa nel Daily Telegraph, dove svolse il ruolo di caporedattore per tale tematica, e al contempo scrisse per il sito internet conservatore americano National Review Online. Nel 1998 ha scritto e presentato le Reith Lectures della BBC intitolate War in our World (Guerra nel nostro mondo). Ha ricevuto svariate onorificenze britanniche, tra cui quella di Ufficiale dell'Ordine dell'Impero Britannico e cavaliere.
Gli effetti di lungo periodo della tubercolosi lo resero inabile al servizio militare, e la sua data di nascita lo escluse dalla seconda guerra mondiale, come egli stesso osserva con ammirevole autoironia. Keegan è probabilmente uno dei più noti storici militari del XX secolo da alcuni affiancato ad autori del calibro di Basil Liddell Hart. In tale categoria, è uno dei pochi che non abbia esperienza diretta della vita militare, sebbene la circostanza non traspaia facilmente dai suoi scritti, fortemente compenetrati nella vita del soldato semplice ma anche nella visione tattico-strategica dei comandanti supremi. Questo aspetto si ravvisa soprattutto nel suo Il volto della battaglia, che analizza dettagliatamente i reciproci effetti di cavalleria e fanteria, quelli di ferite e malattie, e il morale delle truppe, con specifico riferimento a tre battaglie: Agincourt, Waterloo e la Somme — combattute in ere diverse, ma nella stessa area geografica. Come nelle altre pubblicazioni di questo genere, il testo è corredato di varie rappresentazioni grafiche atte ad agevolare la comprensione delle evoluzioni dei vari reparti militari impegnati; ma vi è in aggiunta una speciale attenzione al punto di vista dei soldati. Non a caso, l'autore ha trascorso buona parte della sua vita insegnando a soldati, e dialogando con loro.

## Pubblicazioni
I lavori di Keegan rappresentano una tradizionale descrizione di conflitti battaglia per battaglia, con lo sguardo rivolto alle esperienze dei singoli, alle cause storiche degli eventi militari, alle strategie militari e alle sfide per la supremazia. Il suo lettore-tipo è colto, ma non uno specialista del ramo. Se si vogliono saggiare le sue schiette storie di guerra, vanno considerati i suoi scritti sulla seconda guerra mondiale, e i più recenti che riguardano la Prima.
I suoi libri abbracciano la guerra in un intervallo storico molto ampio, a partire dalla preistoria e dall'età classica, tuttavia il nucleo della sua produzione si focalizza sulla fascia dal XIV secolo a oggi. Ne La grande storia della guerra (Duff Cooper Prize nel 1993), l'autore delinea sviluppo e limiti della guerra dalla preistoria all'età moderna. Affronta in particolare vari argomenti tra cui l'uso dei cavalli, la logistica e il "fuoco". Un concetto essenziale intensamente propugnato è che la guerra è intrinsecamente culturale. Nell'introduzione, stigmatizza fermamente la massima "la guerra è la continuazione della politica con altri mezzi", respingendo categoricamente le idee "clausewitziane".
Ha pure contribuito alla presa di coscienza autocritica sulla storiografia nel conflitto moderno. Frank C. Mahncke ha scritto che Keegan si deve considerare "uno dei massimi e più letti storici militari della fine del ventesimo secolo". In uno stralcio promozionale di un articolo più complesso, Michael Howard ha scritto: "al contempo il più godibile ed il più originale degli storici viventi".
Si noti che il suo libro Fields of Battle: The Wars for North America, che narra succintamente alcuni aspetti di tutte le guerre combattute sul suolo nordamericano, contiene altresì qualcosa di assai suggestivo: saggi iniziali e finali che offrono chiavi di lettura quasi tocquevilliane sul suo rapporto personale con l'America.

## Guerra in Iraq
Un articolo del Christian Science Monitor definisce Keegan uno "strenuo sostenitore" della guerra in Iraq. Nel pezzo giornalistico viene citato lo scrittore medesimo: "Spiacevole come lo 'spettacolo della forza bruta militare' " — egli conclude — è il fatto che la guerra dell'Iraq "rappresenta una guida, per ciò che è necessario per garantire la sicurezza mondiale, migliore di ciò che possa offrire una qualunque quantità di legislazione o di stipulazione di trattati internazionali".

## Commenti critici
Keegan ha anche ricevuto critiche da alcuni colleghi, come Michael Howard, Peter Paret , e Christopher Bassford per la sua opposizione alle tesi di Carl von Clausewitz, celebre ufficiale prussiano che scrisse trattati di filosofia militare. Keegan è qualificato "profondamente erroneo", e Bassford afferma che "Nulla comunque nell'opera di Keegan — malgrado le sue diatribe su Clausewitz e "i clausewitziani" — riflette una qualunque conoscenza degli scritti di Clausewitz". È stata anche avversata l'opinione di Keegan sul fatto che il generale Sir Douglas Haig fosse un "efficiente soldato di elevate qualità tecnico-professionali, che molto fece per portare alla vittoria nella prima guerra mondiale la Gran Bretagna". Questo punto di vista può essere stato controverso al tempo in cui venne espresso, ma oggi non lo è più. I più autorevoli studiosi moderni, quali Gary Sheffield, John Terraine, Gordon Corrigan e Richard Holmes, avrebbero ampiamente confermato il giudizio di Keegan.
Simon MacKenzie, storico e professore presso l'Università del South Carolina, definisce Keegan come uno degli "storici popolari sedotti dalla mistica delle Waffen-SS". Keegan ovviamente non viene accomunato agli apologi puri e semplici e agli storici dilettanti che hanno aderito alla campagna di lobbying attuata sistematicamente dall'organizzazione dei reduci delle Waffen-SS a partire dagli anni '50. Ciononostante, secondo MacKenzie il Keegan del 1970 non sarebbe stato distante da quella corrente di pensiero revisionista che - smentendo le conclusioni del processo di Norimberga, prove documentali e decine di studi storici accademici - vorrebbe dipingere i reparti combattenti delle SS come il primo esercito dell'Europa unita; in altre parole soldati ignari e comunque non complici delle atrocità commesse dalle altre unità delle SS e dalle forze armate regolari tedesche durante la Seconda Guerra Mondiale.
Per questo e per i suoi commenti critici sulle violenze perpetrare dall'armata rossa sui civili tedeschi al termine della guerra, nell'agosto 2015 la distribuzione dei suoi libri nelle biblioteche scolastiche è stata vietata dalle autorità della regione russa di Sverdlov.

## Opere
- Waffen SS: the Asphalt Soldiers, New York, Ballantine, 1970, ISBN 0-345-32641-5.
- Barbarossa: Invasion of Russia, 1941, New York, 1971, ISBN 0-345-02111-8.
- Opening Moves - August 1914, New York, Ballantine, 1971.
- Il volto della battaglia (The Face of Battle, 1976), traduzione di Francesco Saba Sardi, Milano, Mondadori, 1978. - Milano, Il Saggiatore, 2001-2017.
- Who Was Who in World War II, 1978, ISBN 0-85368-182-1.
- The Nature of War, con Joseph Darracott, New York, Holt, Rineholt and Winston, 1981.
- Six Armies in Normandy, 1982.
- Zones of Conflict: An Atlas of Future Wars, con Andrew Wheatcroft, New York, 1986.
- Soldiers: A History of Men in Battle, con Richard Holmes, New York, Viking Press, 1986.
- La maschera del comando (The Mask of Command, 1987), traduzione di Enrico Mannucci, Collana La Cultura, Milano, Il Saggiatore, 2003, ISBN 978-88-428-1073-5.
- The Price of Admiralty, 1988, ISBN 0-09-173771-0.
- The Illustrated Face of Battle, New York and London, Viking, 1988, ISBN 0-670-82703-7.
- Uomini e battaglie della seconda guerra mondiale. 1939-1945: le strategie, le operazioni, le armi (The Second World War, 1989), traduzione di Enzo Peru, A cura di Maurizio Pagliano, Collana Storica, Milano, Rizzoli, 1989, ISBN 978-88-17-33471-6. - II ed. col titolo La Seconda Guerra Mondiale, Milano, Rizzoli, 2000; BUR, Milano, 2002; Collana La Cultura, Milano, Il Saggiatore, 2018, ISBN 978-88-428-2449-7.
- A History of Warfare, London, 1993, ISBN 0-679-73082-6.
  -  La grande storia della guerra. Dalla Preistoria ai giorni nostri, traduzione di D. Panzeri, Collana Storia, Milano, Mondadori, 1994, ISBN 978-88-04-38044-3.
- The Battle for History: Refighting World War II, Vintage Canada, 1995, ISBN 0-679-76743-6.
- Warpaths, Pimlico, 1996, ISBN 1-84413-750-3.
- Fileds of Battle: The Wars for North America, 1997, ISBN 0-679-74664-1.
- War and Our World: The Reith Lectures 1998, London, Pimlico, 1999, ISBN 0-375-70520-1.
- La prima guerra mondiale. Una storia politico-militare (The First World War, 1998), traduzione di F. Maiello, Collana Saggi, Roma, Carocci, 2000, ISBN 978-88-430-1666-2.
- An Illustrated History of the First World War, New York, Alfred A. Knopf, 2001.
- Winston Churchill, 2002, ISBN 0-670-03079-1.
- La guerra e il nostro tempo. Lezioni alla BBC, traduzione di S.M.C. Calandra, Collana Oscar Storia, Milano, Mondadori, 2002, ISBN 978-88-04-50505-1.
- Intelligence. Storia dello spionaggio militare da Napoleone a Al-Qaeda (Intelligence in War: Knowledge of the Enemy from Napoleon to Al-qaeda, 2003), Collezione Le Scie, Milano, Mondadori, 2006, ISBN 978-88-04-55872-9.
- The Iraq War, 2004, ISBN 0-09-180018-8.
- The American Civil War, London, Hutchinson, 2009, ISBN 978-0-09-179483-5.

### Curatele
- The Book of War, Viking Press, 1999, ISBN 0-670-88804-4
- Atlas of  World War II, London, Collins, 2006, ISBN 0-00-721465-0. [aggiornamento dell'Atlante pubblicato nel 1989]